# Hymenelia coerulea
Hymenelia coerulea är en lavart som beskrevs av A. Massal. Hymenelia coerulea ingår i släktet Hymenelia och familjen Hymeneliaceae.   Inga underarter finns listade i Catalogue of Life.